# Кінець (присілок)
Кіне́ць (рос. Конец) — присілок у складі Слободського району Кіровської області, Росія. Входить до складу Шиховського сільського поселення.
Населення становить 11 осіб (2010, 13 у 2002).
Національний склад станом на 2002 рік — росіяни 100 %.